# Sawadapenthes
Sawadapenthes is een geslacht van kevers uit de familie  
kniptorren (Elateridae).
Het geslacht is voor het eerst wetenschappelijk beschreven in 1970 door Ôhira.

## Soorten
Het geslacht omvat de volgende soorten:
- Sawadapenthes amami (Kishii, 1959)
- Sawadapenthes himalayansis Schimmel, 2004
- Sawadapenthes nepalensis Schimmel, 2004
- Sawadapenthes rugosus Schimmel, 2004